# Реометр
Реометр (рос. реометр, англ. rheometer, flow meter; нім. Rheometer n) — прилад для вимірювання об'ємної витрати газів, різновид витратоміра. 
Принцип роботи реометра ґрунтується на вимірюванні перепаду тиску в дроселюючому пристрої (діафрагмі, капілярі), встановленому в трубопроводі, по якому надходить газ. Перепад тиску, пов'язаний однозначною залежністю з витратою газу, вимірюється дифманометром, шкала якого проградуйована переважно в одиницях витрати газу — см3/хв, л/год. 
Реометр застосовують для вимірювання невеликих витрат газу (до 104 л/год) в промислових і лабораторних установках, наприклад в апаратах для хлорування води, в приладах для кількісного аналізу складу газів, в гігієнічних дослідженнях, входить до складу деяких апаратів і приладів медичного призначення і т.п.
У сучасній технічній зарубіжній літературі терміном «реометр» називають прилади для вивчення реологічних властивостей рідин (для визначення в'язкості).